# Chandler Riggs
Chandler Riggs   (Atlanta, 27 de juny de 1999) és un actor nord-americà, conegut pel seu paper de Carl Grimes en la sèrie d'AMC The Walking Dead (2010-2018).

## Primers anys
Riggs va néixer a Atlanta, Geòrgia, fill de Gina Ann-Riggs i William Riggs, té un germà menor, Grayson. Va estudiar ball durant diversos anys amb el finalista de So You Think You Can Dance, Zack Everhart.

## Carrera

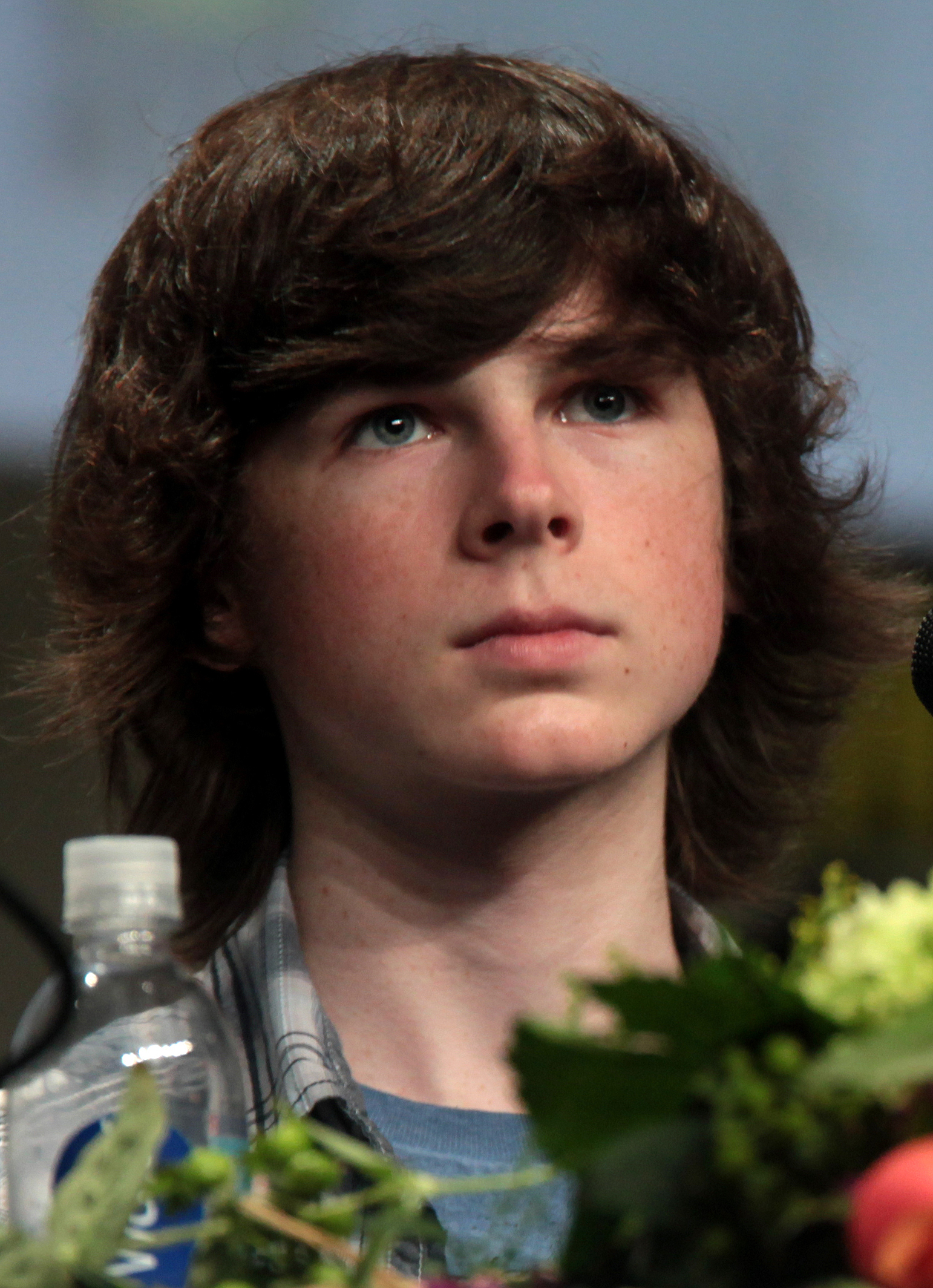
Riggs a la Comic-Con de Sant Diego el 2014.

Riggs va interpretar a un Munchkin en el seu debut en el teatre musical en la producció d'El mag d'Oz de la companyia Fox Theater a Atlanta. El 2009, quan tenia nou anys, va actuar en la pel·lícula Get Low, interpretant a Tom.
Als 10 anys, va obtenir el seu paper més important fins a la data: Carl Grimes en la sèrie televisiva The Walking Dead, transmesa per la cadena AMC. En la sèrie, Grimes, la família i els amics lluiten per sobreviure en un món apocalíptic replet de zombis. La sèrie ha estat un èxit d'audiència i ha trencat diversos rècords d'audiència. Riggs havia treballat anteriorment amb la productora executiva del programa Gale Anne Hurd, a The Wronged Man.
El 2012 i 2013, fou nominat per al Young Artist Award en la categoria millor actor protagonista jove pel seu paper a la sèrie de zombis, i el 2015 va guanyar el premi Saturn, pel mateix paper.
Riggs va aparèixer en la pel·lícula de suspens sobrenatural Mercy de Blumhouse Productions en 2014 i en la pel·lícula de terror Keep Watching el 2017. El desembre d'aquell any, va treure la seva primera cançó "Hold Up" sota el seu nom artístic "Eclips". Aquell mateix mes, va ser triat per interpretar el paper de Cooper en la pel·lícula de suspens i crim Inherit the Viper. També va protagonitzar la pel·lícula de ciència-ficció Alone en 2019. El gener de 2019, Riggs va ser triat pel paper de PJ per la sèrie de l'ABC A Million Little Things. Més tard va revelar que el seu personatge tornaria a la segona temporada.

## Filmografia

### Cinema
| Any  | Títol                   | Rol             | Notes        |
| ---- | ----------------------- | --------------- | ------------ |
| 2006 | Jesús H. Zombie         | Egon            | cameo        |
| 2009 | Get Low                 | Tom             |              |
| 2011 | Terminus                | Daniel          | curtmetratge |
| 2014 | La maledicció de l'àvia | George Bruckner |              |
| 2017 | keep Watching           | John Mitchell   |              |
| 2019 | Inherit the Viper       | Cooper          |              |
| 2019 | Only                    | Casey           |              |

### Televisió
| Any             | Títol                   | Rol                 | Notes       |
| --------------- | ----------------------- | ------------------- | ----------- |
| 2010            | The Wronged Man         | Ryan Gregory        |             |
| 2010–2018; 2022 | The Walking Dead        | Carl Grimes         | 77 episodis |
| 2019            | A Million Little Things | Patrick "PJ" Nelson | 10 episodis |

## Premis i nominacions
| Any  | Premi              | Categoria                                                           | Treball          | Resultat  | Ref    |
| ---- | ------------------ | ------------------------------------------------------------------- | ---------------- | --------- | ------ |
| 2012 | Young Artist Award | Millor Actuació en una Sèrie de Televisió - Jove Actor Protagonista | The Walking Dead | Nominat   | [ 12 ] |
| 2012 | Satellite Awards   | Millor Elenc - Sèrie de Televisió                                   | The Walking Dead | Guanyador | [ 13 ] |
| 2013 | Saturn Award       | Millor Actuació per un Actor Jove en una Sèrie de Televisió         | The Walking Dead | Guanyador | [ 14 ] |
| 2013 | Young Artist Award | Millor Actuació en una Sèrie de Televisió - Jove Actor Protagonista | The Walking Dead | Nominat   | [ 15 ] |
| 2014 | Young Artist Award | Millor Actuació en una Sèrie de Televisió - Jove Actor Protagonista | The Walking Dead | Guanyador | [ 16 ] |
| 2015 | Saturn Award       | Millor Actuació per un Actor Jove en una Sèrie de Televisió         | The Walking Dead | Nominat   | [ 17 ] |
| 2016 | Saturn Award       | Millor Actuació per un Actor Jove en una Sèrie de Televisió         | The Walking Dead | Guanyador |        |
| 2017 | Saturn Award       | Millor Actuació per un Actor Jove en una Sèrie de Televisió         | The Walking Dead | Nominat   | [ 18 ] |
| 2018 | Saturn Award       | Millor Actuació per un Actor Jove en una Sèrie de Televisió         | The Walking Dead | Guanyador | [ 19 ] |